# Stata
Stata – program statystyczny wykorzystywany w badaniach naukowych, w szczególności w zastosowaniach w ekonomii, naukach społecznych i epidemiologii.
Możliwości Staty to m.in.:
- analizy statystyczne
- wykresy
- symulacje
- język programowania statystycznego
- język programowania macierzowego